# 12097 Peterlowen
12097 Peterlowen è un asteroide della fascia principale. Scoperto nel 1998, presenta un'orbita caratterizzata da un semiasse maggiore pari a 2,3967274 au e da un'eccentricità di 0,1455579, inclinata di 6,13872° rispetto all'eclittica.